# 拟犬同盘吸虫
拟犬同盘吸虫（学名：Paramphistomum pseudocuonum）为同盘科同盘属的动物。在中国大陆，分布于四川等地，营寄生生活，终末宿主家狗，寄生于肠。该物种的模式产地在四川。